# Zespół Greiga

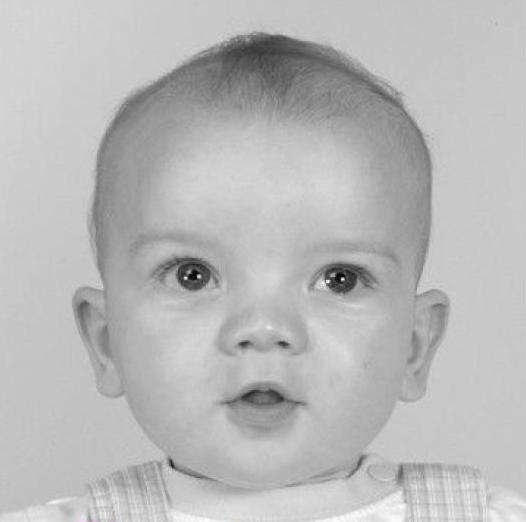
Twarz dziecka z zespołem Greiga

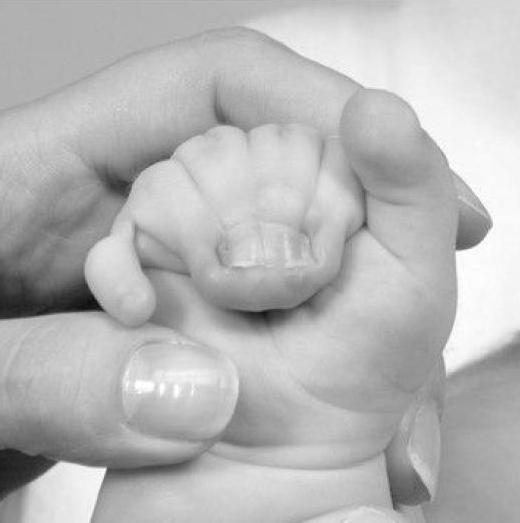
Polisyndaktylia dłoni

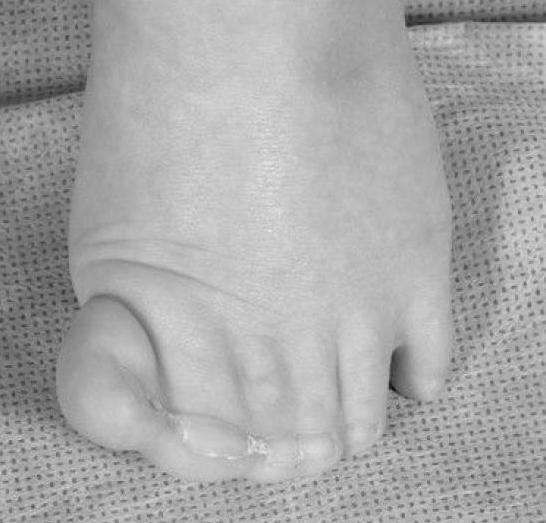
Polisyndaktylia stopy

Zespół Greiga (zespół Greiga I, cefalopolisyndaktylia Greiga, ang. Greig cephalopolysyndactyly syndrome, CPSG) – rzadki zespół wad wrodzonych, na który składają się wysokie i szerokie czoło, hiperteloryzm oczny, syndaktylia dłoni i stóp z polidaktylią przedosiową.

## Historia
Nazwa zespołu upamiętnia szkockiego lekarza Davida Middletona Greiga, który przedstawił klasyczny opis choroby w 1926 roku.

## Etiologia
Chorobę wywołują mutacje w genie czynnika transkrypcyjnego GLI3 w locus 7p13, w domenie palca cynkowego wiążącej białko GLI3 z DNA. Inne mutacje w genie GLI3 wywołują fenotyp zespołu Pallistera-Hall (OMIM#146510) oraz polidaktylii zaosiowej typu A (OMIM#174200).

## Epidemiologia
Częstość zespołu szacuje się na 1-9:1 000 000. Ze względu na rzadkość rozpoznań, brak ustalonych kryteriów rozpoznania i niedostępność testów genetycznych, dane te mogą być błędne.